# Teratosaurus

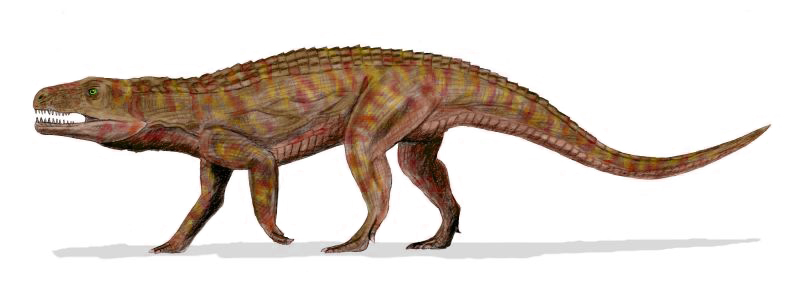

Teratosaurus — рід рауїсухій, відомий з тріасового періоду Штубензандштайн (формація Левенштайн — норійський етап) Німеччини. Його довжина оцінюється в 6 метрів.